# Politeism
Politeism este un termen care provine din limba greacă (πολυθεός , format din πολύς "mulți" și θεός "zeu") însemnând "mulți zei" sau "mulți dumnezei". Sunt considerate politeiste acele religii care admit o pluralitate de divinități. 
Termenul "politeism" s-a născut în lumea iudeo-creștină, fiind folosit pentru prima oară de Filon din Alexandria, pentru a descrie religia grecilor în comparație cu cea iudeo-creștină. O dată cu răspândirea creștinismului în bazinul mediteraneean și în Europa, non-creștinii și non-iudeii erau incluși în termenul "neamuri", termen folosit la început de către iudei pentru a-i desemna pe non-iudei. Jean Bodin relansează în anul 1580 folosirea termenului.
Unii politeiști susțin că zeii sau dumnezeii sunt ființe distincte și separate, dar se poate crede într-un principiu unificator, aici fiind inclus acel principiu "unul" al platoniștilor. Alți politeiști consideră multitudinea divinităților lor ca fiind o reprezentare a unei mai mari unități divine; nu un dumnezeu personal, ca în religiile monoteiste, ci o realitate pluralistă a divinului.
Religiile politeiste nu își pun problema originii lumii și a creației; lumea, în cea mai mare parte a ei, este eternă, avându-și, probabil, originea într-un haos primordial, prin intervenția mai mult sau mai puțin evidentă a zeilor ea ajungând să arate așa cum este astăzi.
Între religiile politeiste de astăzi este inclus șintoismul, dar și unele religii neopăgâne și afroamericane. Budismul și hinduismul sunt politeiste în măsura în care practicanții lor apelează la sisteme filozofico-teologice care să îndreptățească această includere. Catolicismul și ortodoxia sunt considerate de unii din afara lor ca fiind cel puțin apropriate de politeism, datorită doctrinei trinitariene și a cultului sfinților.